# Gemeinschaft der Kärntner Slowenen und Sloweninnen
Die Gemeinschaft der Kärntner Slowenen (slowenisch: Skupnost koroških slovencev in slovenk) ist eine überparteiliche Interessensvertretung der Kärntner Slowenen. Der derzeitige Obmann ist Bernhard Sadovnik.
Ihre Hauptarbeit ist die Vertretung der Kärntner Slowenen. Weiters unterstützt und fördert sie Projekte für den Spracherhalt, Stärkung der Beziehungen zwischen Österreich und Slowenien und macht Sprach- und Schnupperkurse für die Slowenische Sprache. Außerdem leitet die Organisation das Projekt „Patenschaft für Mehrsprachigkeit“.
Insgesamt hat die Organisation über 1300 Mitglieder in über 36 Gemeinden.

## Geschichte
Die Gemeinschaft der Kärntner Slowenen entstand im Jahr 2003, nach einer Auseinandersetzung im Rat der Kärntner Slowenen. Sie ist somit die dritte Vertretungsorganisation der Kärntner Slowenen.